# Stacy X
Stacy X il cui vero nome è Miranda Leevald, è un personaggio dei fumetti, creato da Joe Casey (testi) e Tom Raney (disegni) nel 2001, pubblicato dalla Marvel Comics. La sua prima apparizione avviene in Uncanny X-Men n. 399.

## Storia
Stacy è una mutante che lavorava come prostituta nel bordello X-Ranch: lì venne salvata dall'attacco della Chiesa dell'Umanità dagli X-Men e si unì a loro per breve tempo. Ha avuto una cotta per Nightcrawler e Angelo, mentre era malvista dall'Uomo Ghiaccio. In seguito ha lasciato la squadra. Ha perso i suoi poteri dopo l'M-Day.

## Poteri e abilità
Prima dell'M-Day Stacy X era caratterizzata da un'epidermide squamosa ed era capace di leggere e modificare i ferormoni altrui: ciò le dava, ad esempio, facoltà di comprendere le pulsioni erotiche altrui e manipolarle oppure di provocare malori alle persone.
| Controllo di autorità | Europeana agent/base/150814 |